# ولد وقح (أغنية ريانا)
رود بوي هي أغنية سجلتها المغنية البربادوسية ريانا لألبومها الإستديو الرابع، ريتيد آر (2009). صدرت كأغنية منفرد ثالثة من الألبوم يوم 19 فبراير، 2010، من خلال تسجيلات ديف جام. الأغنية من كتابة ميكيل إس. إريكسن، وتور إريك هيرمانسن، وإستر دين، وماكيبا ريديك، وروب سواير، وروبن فينتي، ومن إنتاج ستارقيت وروب سواير. «رود بوي» هي أغنية ذات إيقاع عالي وتحتوي على عناصر من الريغي، والبوب، والآر أند بي.

## الأداء التجاري

### أمريكا الشمالية
في الولايات المتحدة، دخلت «رود بوي» لأول مرة الرسم البياني الأمريكي بيلبورد هوت 100 في المركز الرابع والستين. بلغت ذروتها في المركز الأول لاحقاً بعد شهر، حلت محل «بريك يور هارت» بواسطة تايو كروز، وأصبحت أغنية ريانا السادسة التي تصل إلى المركز الأول. تعادلت ريانا مع باولا عبدول وديانا روس في ذلك الوقت باعتبارها الفنانات التي لديها أكثر من خمسة أغاني في المركز الأول على الهوت 100 في التاريخ. أمضت «رود بوي» في المركز الأول مدة خمسة أسابيع متتالية، حل محلها «نوثن' أون يو» بواسطة بي.أو.بي مع برونو مارس. تصدرت الأغنية أيضاً على الرسم البياني بيلبورد لأغاني البوب، وبيلبورد هوت لأغاني الدانس كلوب. حصلت «رود بوي» على شهادتين من البلاتينيوم من قبل اتحاد صناعة التسجيلات الأمريكية، تدل على شحن أكثر من مليوني نسخة.

### أوروبا وأوقيانوسيا
في المملكة المتحدة، بلغت «رود بوي» ذروتها في المركز الثاني. منعت أغنية تيني تيمباه «باس أوت» من وصول الأغنية إلى المركز الأول. كانت «رود بوي» ناجحة أكثر على الرسم البياني البريطاني لأغاني الآر أند بي، حيث بلغت ذروتها في المركز الأول لمدة أسبوع واحد يوم 27 فبراير، 2010. يوم 30 أبريل، 2010، حصلت الأغنية على شهادة ذهبية من قبل صناعة التسجيلات البريطانية، تدل على شحنات أكثر من 400,000 نسخة. في أماكن أخرى في أوروبا، حققت الأغنية نجاحاً معتدل، بلغت ذروتها في المركز الثالث في الدنمارك وفي النرويج لمدة أسبوعين، وفي كل من منطقة فلاندرز ووالونيا في بلجيكا. كانت «رود بوي» أقل نجاحاً في السويد، حيث بلغت ذروتها في المركز الحادي عشر. على الرغم من ذلك، كانت ناجحة جداً في رومانيا، حيث بلغت ذروتها في المركز الأول لمدة خمسة أسابيع. دخلت «رود بوي» لأول مرة في أستراليا في المركز الخامس والأربعين، وبلغت ذروتها في المركز الأول لمدة أسبوعين يوم 14 مارس، 2010. حصلت الأغنية على شهادتين من البلاتينيوم من قبل اتحاد صناعة التسجيلات الأسترالية، تدل على شحنات أكثر من 140,000 نسخة. في نيوزيلندا، الأغنية دخلت لأول مرة في المركز الخامس والعشرين يوم 22 فبراير، 2010، وبلغت ذروتها في المركز الثالث في الأسبوع الخامس.

## الجوائز والترشيحات
| السنة | الحفل                                        | البلد المضيف                    | الفئة                   | النتيجة | المصادر |
| ----- | -------------------------------------------- | ------------------------------- | ----------------------- | ------- | ------- |
| 2010  | جوائز إم تي في للأغاني المصورة               |                                 | أفضل مونتاج             | رُشِّح     | [ 13 ]  |
| 2010  | جوائز إم تي في الموسيقية الأوروبية           |                                 | أفضل أغنية              | رُشِّح     | [ 14 ]  |
| 2010  | جوائز إم تي في بلاتينيوم لأكثر فيديو تم عرضه |                                 | بلاتينيوم مزدوج         | فوز     | [ 15 ]  |
| 2010  | جوائز متش للأغاني المصورة                    |                                 | أفضل فيديو عالمي - فنان | رُشِّح     | [ 16 ]  |
| 2010  | جوائز سول ترين الموسيقية                     |                                 | أفضل أغنية آر أند بي    | رُشِّح     | [ 17 ]  |
| 2011  | جوائز آيسكاب بوب الموسيقية                   | الأغنية الأكثر أداءً             | فوز                     | [ 18 ]  |         |
| 2011  | جوائز آيسكاب رذم أند سول الموسيقية           | أفضل أغنية آر أند بي/هيب-هوب    | فوز                     | [ 19 ]  |         |
| 2011  | جوائز بربادوس الموسيقية                      |                                 | أغنية السنة             | فوز     | [ 20 ]  |
| 2011  | جوائز بربادوس الموسيقية                      | أفضل أغنية بوب/آر أند بي منفردة | فوز                     |         | [ 20 ]  |
| 2011  | جوائز بربادوس الموسيقية                      | فيديو السنة - أنثى              | فوز                     |         | [ 20 ]  |
| 2011  | جوائز بي إم آي لندن                          |                                 | الأغنية الأكثر أداءً     | فوز     | [ 21 ]  |
| 2011  | جوائز بي إم آي آيربان                        |                                 | الأغنية الأكثر أداءً     | فوز     | [ 22 ]  |
| 2012  | جوائز بي إم آي بوب                           | فوز                             | الأغنية الأكثر أداءً     | [ 23 ]  |         |

## الصيغ وقائمة الأغاني
- تحميل رقمي من متجر آي تيونز [24]

1. «رود بوي» – 3:43
2. «رود بوي» (نسخة اللحن) – 3:43

## الرسوم البيانية
| الرسم البياني (2010)                                   | المركز | المصادر |
| ------------------------------------------------------ | ------ | ------- |
| أستراليا (ARIA)                                        | 1      | [ 25 ]  |
| النمسا (Ö3 Austria Top 40)                             | 6      | [ 26 ]  |
| بلجيكا (Ultratop 50 Flanders)                          | 3      | [ 27 ]  |
| بلجيكا (Ultratop 50 Wallonia)                          | 3      | [ 28 ]  |
| كندا (Canadian Hot 100)                                | 7      | [ 29 ]  |
| جمهورية التشيك (IFPI)                                  | 4      | [ 30 ]  |
| الدنمارك (Tracklisten)                                 | 3      | [ 31 ]  |
| فنلندا (Suomen virallinen lista)                       | 6      | [ 32 ]  |
| فرنسا (SNEP)                                           | 8      | [ 33 ]  |
| ألمانيا (Media Control Charts)                         | 4      | [ 34 ]  |
| المجر (Rádiós Top 40)                                  | 32     | [ 35 ]  |
| المجر (Dance Top 40)                                   | 31     | [ 35 ]  |
| المجر (Single Top 20)                                  | 3      | [ 35 ]  |
| أيرلندا (IRMA)                                         | 3      | [ 36 ]  |
| إيطاليا (FIMI)                                         | 8      | [ 37 ]  |
| لوكسمبورغ (Billboard)                                  | 4      | [ 38 ]  |
| هولندا (Dutch Top 40)                                  | 9      | [ 39 ]  |
| نيوزيلندا (Recorded Music NZ)                          | 3      | [ 40 ]  |
| النرويج (VG-lista)                                     | 3      | [ 41 ]  |
| بولندا (Polish Airplay Top 20)                         | 4      | [ 42 ]  |
| بولندا (Dance Top 50)                                  | 23     | [ 43 ]  |
| إسكتلندا (The Official Charts Company)                 | 3      | [ 44 ]  |
| سلوفاكيا (IFPI)                                        | 2      | [ 45 ]  |
| إسبانيا (PROMUSICAE)                                   | 10     | [ 46 ]  |
| السويد (Sverigetopplistan)                             | 11     | [ 47 ]  |
| سويسرا (Schweizer Hitparade)                           | 5      | [ 48 ]  |
| المملكة المتحدة (The Official Charts Company)          | 2      | [ 49 ]  |
| المملكة المتحدة (The Official Charts Company R&B)      | 1      | [ 50 ]  |
| الولايات المتحدة (Billboard Hot 100)                   | 1      | [ 51 ]  |
| الولايات المتحدة (Billboard Adult Pop Songs)           | 32     | [ 52 ]  |
| الولايات المتحدة (Billboard Dance Club Songs)          | 1      | [ 53 ]  |
| الولايات المتحدة (Billboard Dance/Mix Show Airplay)    | 1      | [ 54 ]  |
| الولايات المتحدة (Billboard Digital Songs)             | 2      | [ 55 ]  |
| الولايات المتحدة (Billboard Latin Airplay)             | 39     | [ 56 ]  |
| الولايات المتحدة (Billboard Latin Pop Songs)           | 32     | [ 57 ]  |
| الولايات المتحدة (Billboard Hot Latin Songs)           | 39     | [ 58 ]  |
| الولايات المتحدة (Billboard Pop Songs)                 | 1      | [ 59 ]  |
| الولايات المتحدة (Billboard R&B/Hip-Hop Airplay)       | 2      | [ 60 ]  |
| الولايات المتحدة (Billboard R&B/Hip-Hop Digital Songs) | 1      | [ 61 ]  |
| الولايات المتحدة (Billboard Hot R&B/Hip-Hop Songs)     | 2      | [ 62 ]  |
| الولايات المتحدة (Billboard Radio Songs)               | 1      | [ 63 ]  |
| الولايات المتحدة (Billboard Rhythmic Songs)            | 1      | [ 64 ]  |
| الولايات المتحدة (Billboard Ringtones)                 | 1      | [ 65 ]  |
| الولايات المتحدة (Billboard Tropical Songs)            | 34     | [ 66 ]  |

| الرسم البياني (2012)                              | المركز | المصادر |
| ------------------------------------------------- | ------ | ------- |
| المملكة المتحدة (The Official Charts Company R&B) | 32     | [ 67 ]  |

| الرسم البياني (2010)                                   | المركز | المصادر |
| ------------------------------------------------------ | ------ | ------- |
| أستراليا (ARIA)                                        | 33     | [ 68 ]  |
| النمسا (Ö3 Austria Top 40)                             | 60     | [ 69 ]  |
| بلجيكا (Ultratop 50 Wallonia)                          | 27     | [ 70 ]  |
| كندا (Canadian Hot 100)                                | 38     | [ 71 ]  |
| أيرلندا (IRMA)                                         | 20     | [ 72 ]  |
| هولندا (Dutch Top 40)                                  | 95     | [ 73 ]  |
| سويسرا (Schweizer Hitparade)                           | 41     | [ 74 ]  |
| المملكة المتحدة (The Official Charts Company)          | 13     | [ 75 ]  |
| الولايات المتحدة (Billboard Hot 100)                   | 15     | [ 76 ]  |
| الولايات المتحدة (Billboard Dance Club Songs)          | 26     | [ 77 ]  |
| الولايات المتحدة (Billboard Digital Songs)             | 28     | [ 78 ]  |
| الولايات المتحدة (Billboard Pop Songs)                 | 23     | [ 79 ]  |
| الولايات المتحدة (Billboard R&B/Hip-Hop Airplay)       | 24     | [ 80 ]  |
| الولايات المتحدة (Billboard R&B/Hip-Hop Digital Songs) | 6      | [ 81 ]  |
| الولايات المتحدة (Billboard Hot R&B/Hip-Hop Songs)     | 25     | [ 82 ]  |
| الولايات المتحدة (Billboard Radio Songs)               | 11     | [ 83 ]  |
| الولايات المتحدة (Billboard Ringtones)                 | 7      | [ 84 ]  |

## الشهادات
| الدولة           | المزود             | الشهادات     | المبيعات  | المصادر |
| ---------------- | ------------------ | ------------ | --------- | ------- |
| أستراليا         | (ARIA)             | 2× بلاتينيوم | 140,000   | [ 85 ]  |
| بلجيكا           | (BEA)              | قولد         | 10,000    | [ 86 ]  |
| الدنمارك         | (IFPI Denmark)     | قولد         | 15,000    | [ 87 ]  |
| إيطاليا          | (FIMI)             | قولد         | 15,000    | [ 88 ]  |
| سويسرا           | (IFPI Switzerland) | قولد         | 15,000    | [ 89 ]  |
| المملكة المتحدة  | (BPI)              | بلاتينيوم    | 600,000   | [ 90 ]  |
| الولايات المتحدة | (RIAA)             | 2× بلاتينيوم | 2,000,000 | [ 91 ]  |

## تاريخ الإصدار
| الدولة   | التاريخ         | نوع الإصدار | الشركة المنتجة | المصادر |
| -------- | --------------- | ----------- | -------------- | ------- |
| أستراليا | فبراير 19، 2010 | تحميل رقمي  | ديف جام        | [ 92 ]  |